# Mastacomys
Mastacomys és un gènere de rosegadors de la família dels múrids. Aquest grup conté dues espècies, una de vivent i una d'extinta, totes dues oriündes del sud d'Austràlia. Els seus parents més propers són les espècies del gènere Pseudomys i, de fet, hi ha indicis que podrien formar un grup monofilètic. El nom genèric Mastacomys significa ‘ratolí mandíbula’ en llatí.